# يان روبرتس (لاعب كريكت)
يان روبرتس (29 أبريل 1948 في المملكة المتحدة - ) (بالإنجليزية: Ian Roberts)‏ هو لاعب كريكت بريطاني. لعب مع Devon County Cricket Club ‏.

## وصلات خارجية
- يان روبرتس على موقع إي آس بي آن كريك إنفو (الإنجليزية)